# Област Ама
Област Ама (јап. 海部郡) Ama-gun се налази у префектури Аичи, Јапан. 
1. септембра 2011. године, у области Нива живело је 71.240 становника и густину насељености од 1.770 становника по км². Укупна површина је 40.22 км².

## Историја
1. априла 2005. године вароши Хеива и Собуе су спојени у проширени град Иназава. Као резултат овог спајања дошло је до укидања области Накашима.

## Вароши и села
- Кание
- Охару
- Тобишима

## Спајања
- 1. априла 2005. године су следећи градови и села су спојена у град Аисај.
  - Саори
  - Саја
  - Хачикај
  - Тацута
- 1. априла 2006. следеће вароши су спојене у град Јатоми.
  - Јатоми
  - Јушијама
- 22. марта, 2010. следеће вароши су спојене у град Ама
  - Шипо
  - Џимокуџи
  - Мива